# Friedrich Lindenbrog

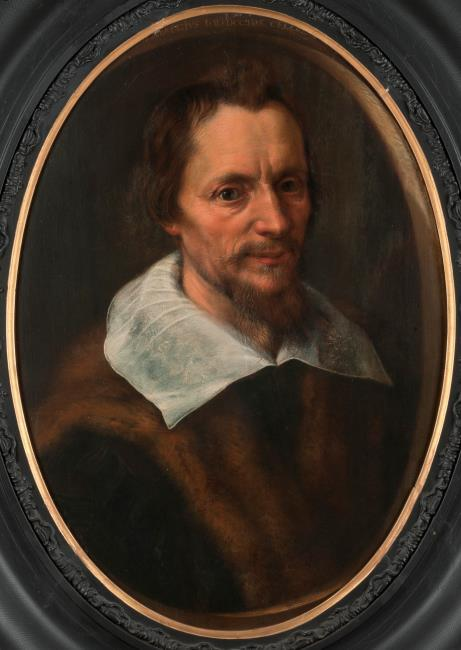
Porträt Friedrich Lindenbrog von David Kindt, vor 1646, Staats- und Universitätsbibliothek Hamburg

Friedrich Lindenbrog, auch Lindenbruch oder lateinisch Tiliobroga, (* 28. Dezember 1573 in Hamburg; † 9. September 1648 ebenda) war ein deutscher Philologe und Handschriftensammler.

## Leben und Wirken
Friedrich Lindenbrog war ein Sohn des Hamburger Notars und dänischen Geschichtsforschers Erpold Lindenbrog (1540–1616). Er hatte einen Bruder namens Joachim, der früh verstarb. Der andere Bruder Heinrich (1570–1642) wurde später Philologe und Bibliothekar.
Die Schulausbildung der Brüder Lindenbrog ist nicht dokumentiert. Im Frühjahr 1592 schrieben sie sich in das Matrikel der Universität Helmstedt ein. Sie setzten das Studium bei Justus Lipsius und Joseph Justus Scaliger an der Universität Leiden fort. Vor allem Joseph Justus Scaliger hatte signifikanten Einfluss auf den Werdegang der Brüder. Er vermittelte Friedrich Lindenbrog an Gelehrtenkreise in Paris. Wie Briefe und einige Handschriften Scaligers aus Lindenbrogs Nachlass zeigen, blieb er auch nach dem Studium mit seinen beiden Hochschullehrern in Kontakt.
Nach dem Studium in Leiden gingen die Brüder Lindenbrog getrennte Wege. Der königliche Kanzellar Soffrey de Calignon (1550–1606) bestallte Friedrich 1599 als Präzeptor in Paris. Hier setzte er seine Arbeiten an Editionen von Schriften von Statius fort. 1600 stellte er Plantin, 1602 Terenz fertig. In der französischen Hauptstadt lerne Lindenbrog wichtige Philologen und Rechtsgelehrte kennen, die sich insbesondere über die Lex Salica austauschten. Da er François und Pierre Pithou kannte, konnte Lindenbrog an diesen Diskussionen teilnehmen. Er kaufte zahlreiche Handschriften, zu denen bedeutende Rechtsquellen gehörten, von denen er selbst Kopien erstellte oder diese in Auftrag gab. Während dieser Zeit bekam er auf bis heute unbekannten Wegen 35 wichtige Handschriften des Klosters St. Victor. Spätere Biografen vermuteten, dass Lindenbrog diese gestohlen habe und nur aufgrund bedeutender Gönner einer Strafe entgangen sei.
Während seiner Zeit in Paris reiste Lindenbrog wiederholt. 1604 lebte er in der Schweiz, zumeist in Basel, anschließend zweimal in Florenz. In der Bibliothek des dortigen Klosters erarbeitete er die Grundlagen für eine Ausgabe des Ammianus Marcellinus, die er 1609 in Hamburg vollendete. Lindenbrog erwarb hier wertvolle Handschriften, die er nach Hamburg schickte. Von dort fanden sie Eingang in die Bibliothek Johann Adolfs auf Schloss Gottorf, dessen Bibliothek sein Bruder Heinrich pflegte. Daher erreichten viele Schriften aus Paris und Florenz die Gottorfer Bibliothek. Kopien davon gelangten nach Hamburg oder wurden verschenkt.
1608 legte Lindenbrog bei seinem Promotor Johann Gut (1555–1629) in Basel das Examen als Lizenziat der Rechtswissenschaft ab. Anschließend arbeitete er als Anwalt in Hamburg. 1613 gab er die wahrscheinlich erste kommentierte Fassung der Germanischen Volksrechte heraus, die eine bedeutende Quelle zur Forschung der Rechtsgeschichte sind. Der Hamburger Senat entsandte ihn 1614 nach London, um über Angelegenheiten der Merchant Adventurers zu verhandeln. Dort widmete er sich zumeist eigenen Interessen und kaufte viele Bücher oder gab in Londoner und Oxforder Bibliotheken Kopien von Handschriften in Auftrag.
Zurück in Hamburg promovierte er 1624 zum Doktor beider Rechte. Ein Jahr später heiratete er Margarethe Moller, deren erster Ehemann Sebastian von Bergen 1623 verstorben war. Da das Testament von Bergens ungültig war, stritten dessen Erben und von Lindenbrog mehrere Jahre. Der ehemalige Hamburger Bürgermeister hatte verfügt, seine wertvolle Bibliothek zugunsten der Erben zu verkaufen, was Margaretha Moller aber verhindert hatte. Die Bibliothek blieb im Besitz des Ehepaares Lindenbrog und ging später an die Hamburger Stadtbibliothek. Die juristischen Streitigkeiten endeten erst nach dem Tod Lindenbrogs mit einem Vergleich.
1645 schrieb Lindenbrog sein Testament. Darin vermachte er der Stadtbibliothek die Bücher seines Vaters und der Brüder. Hinzu kamen seine eigenen Bestände und die von Bergens. Sein Nachlassverwalter hielt fest, dass ein Katalog von Lindenbrogs Bibliothek existierte, der heute jedoch unbekannt ist. Lindenbrog wurde in der Familiengruft im Alten Hamburger Dom beigesetzt. Bei dessen Abbruch wurden seine Gebeine wie die aus den anderen Gräbern zu ewigen Tagen auf den St. Michaelis-Friedhof am Dammtor umgebettet.
Im 18. Jahrhundert wurden Lindenbrogs Handschriften und Drucke systematisch katalogisiert und dadurch verstreut. Während des Zweiten Weltkriegs wurde ein Großteil der Werke ausgelagert. Da die Bestände erst 1990 zurückgeführt wurden, konnte das Legat Friedrich Lindenbrogs nur unzureichend rekonstruiert werden. Die Hamburger Bibliothek vermisst noch ungefähr 3000 Handschriften, von denen sicherlich mehrere aus der Sammlung Lindenbrogs stammen.